# Susaki, Kōchi
Susaki (須崎市 Susaki-shi) là thành phố thuộc tỉnh Kōchi, Nhật Bản. Tính đến ngày 1 tháng 10 năm 2020, dân số ước tính thành phố là 20.590 người và mật độ dân số là 150 người/km2. Tổng diện tích thành phố là 135,3 km2.

## Địa lý

### Đô thị lân cận
- Kōchi
  - Tosa
  - Nakatosa
  - Sakawa
  - Tsuno

### Khí hậu
| Dữ liệu khí hậu của Susaki, Kōchi        | Dữ liệu khí hậu của Susaki, Kōchi | Dữ liệu khí hậu của Susaki, Kōchi | Dữ liệu khí hậu của Susaki, Kōchi | Dữ liệu khí hậu của Susaki, Kōchi | Dữ liệu khí hậu của Susaki, Kōchi | Dữ liệu khí hậu của Susaki, Kōchi | Dữ liệu khí hậu của Susaki, Kōchi | Dữ liệu khí hậu của Susaki, Kōchi | Dữ liệu khí hậu của Susaki, Kōchi | Dữ liệu khí hậu của Susaki, Kōchi | Dữ liệu khí hậu của Susaki, Kōchi | Dữ liệu khí hậu của Susaki, Kōchi | Dữ liệu khí hậu của Susaki, Kōchi |
| Tháng                                    | 1                                 | 2                                 | 3                                 | 4                                 | 5                                 | 6                                 | 7                                 | 8                                 | 9                                 | 10                                | 11                                | 12                                | Năm                               |
| ---------------------------------------- | --------------------------------- | --------------------------------- | --------------------------------- | --------------------------------- | --------------------------------- | --------------------------------- | --------------------------------- | --------------------------------- | --------------------------------- | --------------------------------- | --------------------------------- | --------------------------------- | --------------------------------- |
| Cao kỉ lục °C (°F)                       | 21.3 (70.3)                       | 23.5 (74.3)                       | 27.4 (81.3)                       | 29.8 (85.6)                       | 34.2 (93.6)                       | 35.3 (95.5)                       | 38.7 (101.7)                      | 39.3 (102.7)                      | 35.8 (96.4)                       | 32.8 (91.0)                       | 28.8 (83.8)                       | 23.8 (74.8)                       | 39.3 (102.7)                      |
| Trung bình ngày tối đa °C (°F)           | 12.3 (54.1)                       | 13.1 (55.6)                       | 16.1 (61.0)                       | 20.4 (68.7)                       | 24.0 (75.2)                       | 26.3 (79.3)                       | 30.1 (86.2)                       | 31.4 (88.5)                       | 29.1 (84.4)                       | 24.8 (76.6)                       | 19.7 (67.5)                       | 14.5 (58.1)                       | 21.8 (71.3)                       |
| Trung bình ngày °C (°F)                  | 6.7 (44.1)                        | 7.6 (45.7)                        | 10.8 (51.4)                       | 15.3 (59.5)                       | 19.4 (66.9)                       | 22.4 (72.3)                       | 26.2 (79.2)                       | 27.2 (81.0)                       | 24.4 (75.9)                       | 19.4 (66.9)                       | 13.9 (57.0)                       | 8.7 (47.7)                        | 16.8 (62.3)                       |
| Tối thiểu trung bình ngày °C (°F)        | 2.1 (35.8)                        | 2.8 (37.0)                        | 5.7 (42.3)                        | 10.3 (50.5)                       | 14.9 (58.8)                       | 19.1 (66.4)                       | 23.1 (73.6)                       | 23.8 (74.8)                       | 20.8 (69.4)                       | 15.1 (59.2)                       | 9.3 (48.7)                        | 4.1 (39.4)                        | 12.6 (54.7)                       |
| Thấp kỉ lục °C (°F)                      | −5.5 (22.1)                       | −5.7 (21.7)                       | −3.0 (26.6)                       | 0.1 (32.2)                        | 6.0 (42.8)                        | 11.7 (53.1)                       | 16.5 (61.7)                       | 16.9 (62.4)                       | 11.2 (52.2)                       | 4.4 (39.9)                        | 0.0 (32.0)                        | −3.4 (25.9)                       | −5.7 (21.7)                       |
| Lượng Giáng thủy trung bình mm (inches)  | 68.3 (2.69)                       | 99.2 (3.91)                       | 187.8 (7.39)                      | 221.6 (8.72)                      | 275.9 (10.86)                     | 376.8 (14.83)                     | 338.2 (13.31)                     | 326.2 (12.84)                     | 428.3 (16.86)                     | 230.2 (9.06)                      | 141.3 (5.56)                      | 86.4 (3.40)                       | 2.780,2 (109.46)                  |
| Số ngày giáng thủy trung bình (≥ 1.0 mm) | 6.0                               | 7.6                               | 10.4                              | 10.2                              | 10.4                              | 14.8                              | 12.7                              | 12.3                              | 13.1                              | 8.7                               | 7.3                               | 6.3                               | 119.8                             |
| Số giờ nắng trung bình tháng             | 187.8                             | 177.9                             | 197.3                             | 197.7                             | 203.9                             | 140.6                             | 184.8                             | 213.3                             | 161.3                             | 178.8                             | 168.7                             | 182.6                             | 2.197,3                           |
| Nguồn: Cục Khí tượng Nhật Bản            |                                   |                                   |                                   |                                   |                                   |                                   |                                   |                                   |                                   |                                   |                                   |                                   |                                   |

## Giao thông

### Đường sắt
Công ty Đường sắt Shikoku - Tuyến Dosan
- Asō - Ōnogō - Ōma - Susaki - Tosa-Shinjō - Awa

### Cao tốc/Xa lộ
- Cao tốc Kōchi
- Quốc lộ 56
- Quốc lộ 197
- Quốc lộ 494